# Steve Ryan
Steven 'Steve' Ryan (Manhattan (New York), 19 juni 1947 – Duarte (Californië), 3 september 2007 was een Amerikaans acteur.

## Biografie
Ryan begon in 1980 met acteren in de film Attica. Hierna heeft hij nog meerdere rollen gespeeld in films en televisieseries zoals Crime Story (1986-1988), Quiz Show (1994), Oz (1997) en The West Wing (2003-2006).
Ryan was ook actief in het theater, hij maakte in 1985 zijn debuut op Broadway met het toneelstuk I'm Not Rapported. Hierna heeft hij nog drie rollen meer gespeeld, in Guys and Dolls (1992-1995), On the Waterfront (1995) en The Iceman Cometh (1999). Hiernaast heeft hij ook rollen gespeeld in lokale theaters door het land.
Ryan was getrouwd en heeft hieruit twee dochters. Op 3 september 2007 is hij gestorven in zijn woonplaats Duarte (Californië) aan de gevolgen van een longziekte.

## Filmografie

### Films
- 2007 Entry Level – als Bob
- 2006 Walkout – als commandant op Roosevelt
- 2005 Partner(s) – als vader van Dave
- 2005 Silver Bells – als pastoor
- 2000 Best – als Dunne
- 2000 Mary and Rhoda – als pastoor
- 1998 Thicker Than Blood – als mr. Byrne
- 1996 I'm Not Rappaport – als Harry
- 1994 Quiz Show – als werknemer van NBC
- 1989 Money, Power, Murder – als kleine John
- 1986 Crime Story – als detective Nate Grossman
- 1985 D.A.R.Y.L. – als Howie Fox
- 1984 Old Friends – als George Neal
- 1980 Night of the Juggler – als politieagent
- 1980 Attica – als Paul Michaels

### Televisieseries
Uitgezonderd eenmalige gastrollen.
- 2003 – 2006 The West Wing – als Miles Hutchinson – 16 afl.
- 2004 – 2005 Arrested Development – als J. Walter Weatherman – 2 afl.
- 2005 CSI: Crime Scene Investigation – als sergeant Adams – 2 afl.
- 2003 – 2005 American Dreams – als pastoor Conti – 6 afl.
- 2000 Daddio – als Bobick – 9 afl.
- 1997 Oz – als officier Mike Healy – 5 afl.
- 1995 – 1997 New York Undercover – als Dave Cooper – 3 afl.
- 1990 Wiseguy – als Mark Volchek – 5 afl.
- 1986 – 1988 Crime Story – als detective Nate Grossman – 28 afl.

- Library of Congress Control Number: no2012042541
- Virtual International Authority File: 232933628
- WorldCat: E39PBJdGGRCcrrDc8KWcjwVjYP